# Oyama Iwao
In deze Japanse naam is Oyama de familienaam.
Prins Oyama Iwao (Japans: 大山 巌, Ōyama Iwao) (Kagoshima, 12 november 1842 – Tokio, 10 december 1916) was een Japans veldmaarschalk.

## Beginjaren
Oyama werd geboren in de samoerai-familie van Satsuma han. Als beschermeling van Toshimichi Okubo wierp hij het Tokugawa-shogunaat omver en speelde hij een belangrijke rol in de Meiji-restauratie. Hij was commandant van de 1e brigade tijdens de Boshin-oorlog. In de slag bij Aizu voerde Oyama het bevel over de veldartillerie van de Satcho-alliantie op de berg Oda. Bij de belegering raakte hij gewond door een guerrillaleger van Aizu onder Sagawa Kanbei.

## Europa
In 1870, reisde Oyama naar de École Spéciale Militaire de Saint-Cyr in Frankrijk om er te studeren en om de Frans-Duitse Oorlog te volgen. Hij verbleef van 1870 tot 1873 te Genève om talen te studeren, waaronder Russisch. Hij werd generaal-majoor en keerde terug naar Frankrijk met Kawakami Soroku om verder te studeren.

## Satsuma-opstand
Na zijn terugkeer hervormde hij het Japans Keizerlijk Leger en sloeg hij de Satsuma-opstand neer, hoewel Takamori Saigo zijn neef was.

## Eerste Chinees-Japanse Oorlog
In de Eerste Chinees-Japanse Oorlog kreeg Oyama het bevel over het 2e Leger. Hij landde op het schiereiland Liaodong, bestormde Port Arthur, stak over naar Shandong en nam het fort van Weihai in.

## Russisch-Japanse Oorlog
In de Russisch-Japanse Oorlog van 1904-1905 werd hij opperbevelhebber van de Japanse legers in Mantsjoerije. Na de Japanse overwinning bevorderde Keizer Meiji hem tot prins (公爵, kōshaku).
Oyama kreeg kritiek dat hij zijn troepen niet in de hand had bij het bloedbad van Port Arthur.

## Politiek en overlijden
Hij was minister van Oorlog in verschillende regeringen en ook stafchef.
Oyama stierf mogelijk aan diabetes. Hij was groot, at graag en woog 105 kg.

## Decoraties
- Chrysanthemumorde, Grootlint op 3 juni 1902 en Ordeketen op 1 april 1906
- Orde van de Gouden Wouw, 1e klasse op 1 april 1906 en 2e klasse op 5 augustus 1895
- Paulownia-Zonneorde op 5 augustus 1895
- Grootlint in de Orde van de Rijzende Zon op 1 november 1882
- Ridder Grootkruis in de Orde van het Legioen van Eer
- Ridder in de Orde van de IJzeren Kroon
- Ridder in de Orde van Verdienste van de Pruisische Kroon met Zwaarden
- Orde van de Rode Adelaar
- Grootkruis in de Orde van Sint-Mauritius en Sint-Lazarus
- Order of Merit op 21 februari 1906
- Graaf op 7 juli 1884
- Markies op 5 augustus 1895
- Prins op 21 september 1907